# Nossa Senhora da Conceição (Angra do Heroísmo)
Nossa Senhora da Conceição é uma freguesia urbana do município e cidade de Angra do Heroísmo, com 2,47 km² de área e 3377 habitantes (censo de 2021). A sua densidade populacional é 1 367,2 hab./km².
Localiza-se na parte oriental da cidade de Angra do Heroísmo.

## Cronologia
- 1568/1578 – Data indicada como sendo a do início da construção do Forte de São Sebastião a mando do rei D. Sebastião homenagem a quem ficou sob a invocação do santo de mesmo nome;
- 1572 – D. Sebastião de Portugal, atendendo a uma exposição da Câmara Municipal de Angra, determinou a construção de dois fortes, um no Porto de Pipas e outro nos Fanais, em detrimento do que lhe havia sido proposto erguer na ponta do Monte Brasil, por "pessoas que tinham muita notícia e experiência das obras de fortificação".[3]
- 1576 – Data em que os fortes do Porto de Pipas e do Baía do Fanal|Fanais já se encontravam em condições de uso. Para a sua construção são enviados pela coroa de Portugal ao corregedor de Angra, Diogo Álvares Cardoso as plantas para as fortificações acompanhadas do pedido de maior brevidade na sua execução. O seu terreno, sobranceiro à enseada, foi adquirido a Pedro do Canto e Castro, sendo nomeado como alcaide-mor, Manuel Corte Real.[4]
- 1799 – Fundação do Império do Espírito Santo da Rua Nova.
- 1895 – Fundação do Império do Espírito Santo do Corpo Santo.
- 1901 – Fundação do Império do Espírito Santo dos Inocentes da Guarita.
- 1959 – Fundação do Império do Espírito Santo dos Remédios.
- 1991 – Fundação do Império do Espírito Santo do Bairro Social do Lameirinho.

## Demografia
A população registada nos censos foi:
| Distribuição da População por Grupos Etários | Distribuição da População por Grupos Etários | Distribuição da População por Grupos Etários | Distribuição da População por Grupos Etários | Distribuição da População por Grupos Etários |
| -------------------------------------------- | -------------------------------------------- | -------------------------------------------- | -------------------------------------------- | -------------------------------------------- |
| Ano                                          | 0-14 Anos                                    | 15-24 Anos                                   | 25-64 Anos                                   | > 65 Anos                                    |
| 2001                                         | 755                                          | 732                                          | 2200                                         | 822                                          |
| 2011                                         | 450                                          | 484                                          | 2047                                         | 736                                          |
| 2021                                         | 389                                          | 323                                          | 1834                                         | 831                                          |

## Património edificado
- Forte de São Sebastião (Angra do Heroísmo)
- Império do Espírito Santo do Outeiro
- Império do Espírito Santo da Rua Nova
- Império do Espírito Santo do Corpo Santo
- Império do Espírito Santo dos Inocentes da Guarita
- Império do Espírito Santo dos Remédios
- Império do Espírito Santo do Bairro Social do Lameirinho